# Palacio Querini Dubois
El palacio Querini Dubois, también conocido como palacio Giustinian Querini, es un edificio notable italiano del sestiere de San Polo en Venecia, frente al Gran Canal, entre el Palacio Bernardo y el Palacio Grimani Marcello.

## Historia
El núcleo original del edificio, de tres alturas, fue levantado a finales del siglo XV por la familia Zane. A mediados de 1560 se añadieron dos alturas más. Desde entonces ha sufrido numerosas reformas, la última a finales del siglo XX, a cargo del servicio postal italiano.

## Descripción
La fachada del palacio, a pesar de no ofrecer elementos monumentales destacables, constituye un interesante ejemplo de arquitectura renacentista veneciana. Son interesantes las ventanas de cuatro aberturas de las plantas nobles con columnas dóricas y jónicas respectivamente, acompañadas de balcones y flanqueadas por ventanas más simples o de menor tamaño.